# Diplotaxis gorgadensis
Espèce
Synonymes
- Diplotaxis gorgadensis subsp. gorgadensis[1]

Statut de conservation UICN

 EN B1ab(ii)+2ab(ii) : En danger
Diplotaxis gorgadensis est une espèce de plantes à fleurs de la famille des Brassicacées endémique du Cap-Vert.

## Répartition et habitat
Cette espèce n'est présente que sur l'île de Santo Antão où elle pousse principalement entre 450 et 1 300 m d'altitude. Elle vit de préférence dans les zones humides de montagne mais est également présente dans les zones sub-humides et semi-arides.

## Liste des sous-espèces
Selon Catalogue of Life (17 janvier 2018) :
- sous-espèce Diplotaxis gorgadensis subsp. brochmannii
- sous-espèce Diplotaxis gorgadensis subsp. gorgadensis